# Tile Tegetmeier
Tile Tegetmeier (* vor 1470; † 1535 in Lübeck) war kurzzeitig Ratsherr der Hansestadt Lübeck.

## Leben
Der Kaufmann Tile Tegetmeier gehörte in den 1490er Jahren ausweislich der Niederstadtbücher zu den größeren Schiffsbefrachtern in Lübeck und stand von der wirtschaftlichen Bedeutung her in der Zeit 1492–1496 an 40ster Stelle unter den Lübecker Befrachtern. In der Umbruchzeit unter Jürgen Wullenwever wurde er Mitglied im Lübecker Bürgerausschuss 1530, dem 64er-Ausschuss. Am 8. März 1533 wurde er in den Lübecker Rat gewählt, aus dem er aber bereits am 21. August des gleichen Jahres wieder austrat. Er verstarb 1535.